# Barthélémy Lagarde
Barthélémy Lagarde est un homme politique français né le 15 décembre 1795 à Bordeaux (Gironde) et mort le 17 septembre 1887 à Paris.

## Biographie
Avocat à Bordeaux, il est un opposant libéral à la Monarchie de Juillet. Il est député de la Gironde de 1848 à 1851, siégeant avec les républicains soutenant le général Cavaignac.

### Sources
- « Barthélémy Lagarde », dans Adolphe Robert et Gaston Cougny, Dictionnaire des parlementaires français, Edgar Bourloton, 1889-1891 [détail de l’édition]